# Der Trost der Philosophie

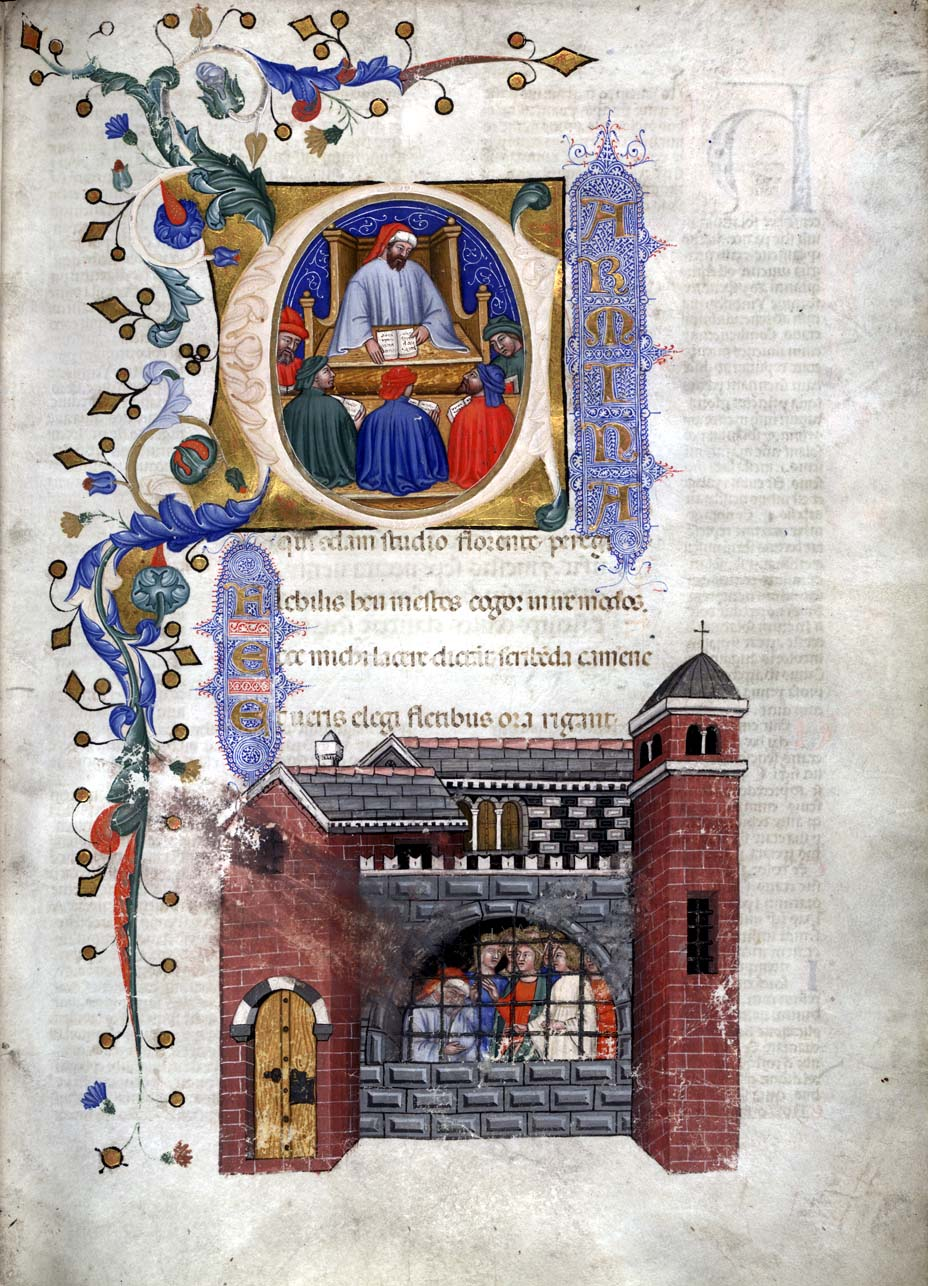
Boethius in Gefangenschaft. Handschrift Glasgow, University Library, Hunter 374 aus dem Jahr 1385

Der Trost der Philosophie (lateinisch Consolatio philosophiae; auch De consolatione philosophiae „Über den Trost der Philosophie“) ist das Hauptwerk des spätantiken römischen Philosophen Boethius. Es umfasst fünf Bücher und gilt als letztes bedeutendes Werk der Philosophie der  Antike. Boethius verfasste die Consolatio um die Mitte der zwanziger Jahre des 6. Jahrhunderts, nachdem er auf Geheiß des Ostgotenkönigs Theoderich verhaftet worden war, weil er hochverräterischer Beziehungen zum oströmischen Kaiser verdächtigt wurde.
Das Werk ist als Dialog zwischen dem Autor und der personifizierten Philosophie, die ihn tröstet und belehrt, konzipiert. Als Anhänger des Neuplatonismus schöpft Boethius sein Gedankengut vor allem aus den Werken Platons, des Aristoteles und der Neuplatoniker. Oft nimmt er zustimmend auf Lehren Platons Bezug. Daneben ist auch der Einfluss stoischer Vorstellungen erkennbar.
Im Mittelalter war die Consolatio philosophiae außerordentlich verbreitet. Sie zählte zur Schullektüre und war einer der meistkommentierten Texte des Mittelalters. Zahlreiche Übersetzungen in einer Reihe von Sprachen wurden angefertigt.

## Zeit und Umstände der Abfassung
Zur Zeit des Boethius, dessen Geburt wohl in die frühen achtziger Jahre des 5. Jahrhunderts fällt, wurde Italien von den Ostgoten beherrscht. Im Jahr 476 hatte Odowakar, ein germanischer Offizier in weströmischem Dienst, den Untergang des weströmischen Kaisertums herbeigeführt und den Königstitel angenommen. 488 brachen die Ostgoten unter ihrem König Theoderich nach Italien auf; sie beseitigten Odowakar und etablierten ihre eigene Herrschaft. Dabei handelte Theoderich im Auftrag des oströmischen Kaisers; das Oströmische Reich erkannte ihn formell als Herrscher Italiens an.
Traditionsreiche Institutionen des römischen Staates bestanden auch nach dem Ende des westlichen Kaisertums fort; es gab weiterhin Konsuln und einen Senat in Rom, während Theoderich in Ravenna residierte. Die ostgotische Verwaltung setzte die römische bruchlos fort. Römer (oder Italiker, wie die romanische Bevölkerung Italiens nach dem Ende des Weströmischen Reichs auch genannt wird) traten in den Dienst des ostgotischen Königs und konnten zu Spitzenämtern aufsteigen. Zu ihnen gehörte Boethius, der aus einer angesehenen Senatorenfamilie stammte und sich als Gelehrter profiliert hatte. Nachdem er 510 mit Theoderichs Einverständnis als Konsul amtiert hatte, stellte ihn der König 522 an die Spitze der Reichsverwaltung, indem er ihn zum Magister officiorum ernannte. Damit erreichte Boethius den Gipfel seiner politischen Karriere.
Schon nach kurzer Amtszeit geriet Boethius in den Verdacht einer konspirativen, gegen die Herrschaft der Ostgoten gerichteten Verbindung mit dem oströmischen Kaiser. Seine Gegner, die ihn des Hochverrats beschuldigten, waren Italiker, die Theoderich treu ergeben waren. Der Verdacht war unbegründet, fand aber beim König Glauben. Boethius’ Fehleinschätzung der Lage und sein ungeschicktes Auftreten trugen wesentlich dazu bei, dass er seines Amtes enthoben, festgenommen und unter Anklage gestellt wurde. Der Senat weigerte sich, für ihn einzutreten. Theoderich übergab den Fall einem Senatsgericht, das den vom König gewünschten Schuldspruch fällte. Boethius, der keine Gelegenheit zur Verteidigung vor dem Gericht erhielt, wurde zum Tode verurteilt und hingerichtet.
Aus der Consolatio geht hervor, dass sie im Zeitraum zwischen der Verhaftung und der Hinrichtung entstanden ist. Die Bestimmung ihrer Abfassungszeit hängt somit von der umstrittenen Chronologie der dramatischen Ereignisse ab, die zum Sturz des Magister officiorum führten und auf ihn folgten. Die traditionelle Datierung, nach der Boethius 523 verhaftet und 524 oder spätestens 525 hingerichtet wurde, hat weiterhin Befürworter. Gegen sie argumentieren Forscher, die eine Spätdatierung plausibler finden (Verhaftung 525, Vollstreckung des Todesurteils 526 kurz vor Theoderichs Tod).
Unklar ist, ob die Schrift schon vor dem Abschluss des Gerichtsverfahrens oder erst nach der Verhängung des Todesurteils entstanden ist. Nach der herkömmlichen, seit dem Mittelalter herrschenden Sichtweise befand sich der Autor im Kerker, wo er auf seine bevorstehende Hinrichtung wartete. Dies wird allerdings in der Consolatio nicht ausdrücklich festgestellt; Boethius drückt sich hinsichtlich seines Aufenthaltsorts vage aus, spricht von einem Exil, in das er verbannt sei, und beklagt den Verlust seiner heimatlichen Umgebung und vor allem seiner Bibliothek. Die Erwähnung von Ketten in einem der Gedichte der Consolatio ist als dichterische Metapher zu verstehen und nicht wörtlich im Sinne einer realen Fesselung zu deuten. Daher wird in der neueren Forschung vermutet, dass der Autor sich nicht in Kerkerhaft befand, sondern in einem relativ komfortablen Hausarrest. Für diese Annahme wird insbesondere das Argument angeführt, dass ein Werk mit einer solchen Fülle von literarischen Bezügen wie die Consolatio nicht ohne Zugang zu Büchern verfasst worden sein könne; es könne sich keinesfalls ausschließlich um Zitate aus dem Gedächtnis handeln.
Reinhold F. Glei hat darauf hingewiesen, dass die Consolatio ein literarisches Werk ist und der Autor eines solchen Werks sich nicht zu autobiographischer Wirklichkeitstreue verpflichtet fühlen muss. Vielmehr ist mit der Möglichkeit fiktionaler Elemente zu rechnen. Die Perspektive des Ich-Erzählers ist nicht notwendigerweise mit der des Autors identisch.

## Sprache und literarische Form
Unter formalen und inhaltlichen Gesichtspunkten lässt sich die Consolatio verschiedenen literarischen Gattungen zuordnen. Der Form nach handelt es sich um ein Prosimetrum (Prosa mit eingefügten Gedichten), wobei eine regelmäßige Abfolge von Prosa- und Verspartien eingehalten wird. Die Consolatio besteht aus 39 Prosatexten und 39 Gedichten; den Anfang bildet ein Gedicht. Der Begriff „Prosimetrum“ ist mittelalterlich, er ist erst im Hochmittelalter bezeugt; in der Antike sprach man von einer Menippeischen Satire. Mit der Wahl dieser Form greift Boethius eine in der Spätantike beliebte Darbietungsweise auf. Die metrische Gestalt der Gedichte ist außerordentlich vielfältig; Boethius verwendet 28 verschiedene Versmaße.
Inhaltlich gehört die Consolatio, wie schon ihr Titel zeigt, als Trostschrift in die Tradition der antiken Konsolationsliteratur. In dieser Gattung stellt sie insofern einen Sonderfall dar, als es nicht um den Tod eines Angehörigen oder Freundes geht, der eine Tröstung des Hinterbliebenen erforderlich macht, sondern dem Autor sein eigener Tod droht, der aber als Gedanke nicht im Vordergrund steht. Boethius knüpft primär nicht an die Todes-, sondern an die Exilsthematik der Trostliteratur an; ein erheblicher Teil der antiken Trostschriften betraf das Schicksal Verbannter. Dass die Trostschrift nicht an einen anderen gerichtet ist, sondern den Autor selbst trösten soll, ist nicht ungewöhnlich; schon Cicero hatte als erster eine Trostschrift an sich selbst verfasst.
Abgesehen von der Trostthematik ist die Consolatio auch ein Protreptikos, eine zur Philosophie ermunternde Schrift. Der Autor ist zwar Philosoph, hat aber unter dem Eindruck seines schweren Schicksals grundlegende philosophische Einsichten vergessen; das Werk schildert, wie er zu ihnen zurückgeführt wird. Damit soll es auch dem Leser einen Weg zu den dargestellten Erkenntnissen weisen. Im Unterschied zur sonstigen protreptischen Literatur soll der Angesprochene nicht erstmals für die Philosophie gewonnen werden, sondern zur Beschäftigung mit ihr zurückkehren. Im Hintergrund steht dabei der platonische Grundsatz, dass alles Lernen eine Erinnerung an etwas der Seele schon früher Bekanntes und Vertrautes ist (Anamnesis-Theorie); die Kunst des didaktischen Gesprächs soll im Lernenden solche Erinnerung hervorrufen. Auch hinsichtlich der Dialogstruktur seines Werks steht Boethius in der Tradition Platons.
Das letzte Buch scheint sprachlich weniger durchgestaltet und ausgefeilt zu sein als die ersten vier, der Schluss wirkt abrupt. Daher haben manche Forscher vermutet, dass der Autor sein Werk nicht vollenden konnte. Diese Hypothese ist sehr umstritten.
Die sprachliche Gestalt der Consolatio ist stark vom klassischen Latein geprägt, doch sind auch zahlreiche Phänomene des spätlateinischen Sprachgebrauchs erkennbar. In den Gedichten ist die Orientierung an klassischen Vorbildern deutlicher als in der Prosapartien.

## Inhalt
Die Consolatio schildert die Heilung des in der Not der Gefangenschaft seelisch erkrankten Autors. Seine Heilung vollzieht sich unter der kundigen Anleitung der Philosophie, die ihm als allegorische Gestalt erscheint. Sie verhilft ihm in einem unter didaktischen Gesichtspunkten durchgestalteten Dialog zu den Erkenntnissen, die er benötigt, um der Verzweiflung zu entrinnen und sein Schicksal zu akzeptieren.
Das Werk lässt sich in zwei Hälften gliedern. Ungefähr in der Mitte steht das berühmte neunte Gedicht des dritten Buches, das man nach seinen Anfangsworten (Incipit) O qui perpetua zu benennen pflegt. Es bildet den Übergang und Wendepunkt zwischen den beiden Hälften. Im ersten, negativen Teil der Consolatio beschreibt die Philosophie die Vergänglichkeit und Nichtigkeit der irdischen Güter und die Sinnlosigkeit des Strebens nach ihnen. Im zweiten, positiven Teil stellt sie die Alternative zu diesen vergeblichen Bemühungen vor: die Suche nach dem einzig wahren Gut, dem Guten schlechthin.
Auffällig und erklärungsbedürftig ist der Umstand, dass Boethius als Christ angesichts seines Elends und bevorstehenden Todes nirgends auf christliche Glaubenslehren Bezug nimmt, sondern seinen Trost ausschließlich in philosophischen Überlegungen sucht und findet. Dafür sind unterschiedliche Erklärungen vorgeschlagen worden. Manche Ansätze gehen von der Annahme aus, dass er nur oberflächlich christianisiert war und im Grunde – zumindest in seiner letzten Lebensphase – wie ein paganer Neuplatoniker dachte und empfand. Eine andere Möglichkeit ist, dass er zeigen wollte, wie man nur von Vernunfterwägungen ausgehend zu einer Einstellung gelangen kann, die mit der eines gläubigen Christen in den Grundzügen übereinstimmt. Eine dritte Interpretation besagt, dass er synkretistisch dachte, das heißt, eine umfassende religiöse Philosophie als Synthese verschiedener Lehren vertrat. In einem solchen Gesamtsystem konnte das Christentum ebenso wie der Neuplatonismus und der Aristotelismus seinen Platz finden, ohne dabei notwendigerweise die zentrale Rolle des einzigen, unerlässlichen Weges zum Heil zu spielen.

### Erstes Buch

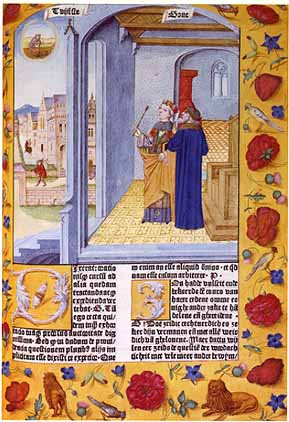
Boethius und die Philosophie in einer Inkunabel von 1485

Das erste Buch beginnt mit einem Klagegedicht. Der Gefangene beklagt sein trauriges Schicksal und die Treulosigkeit des Glücks, das ihn einst begünstigte. Ihm ist das Leben verhasst, doch vergeblich ersehnt er den erlösenden Tod. Als er seine Klage aufzeichnen will, erscheint ihm die Philosophie als ehrwürdige Frauengestalt. Zunächst vertreibt sie die Dichtermusen, die sich um das Krankenlager des Gefangenen versammelt haben. Sie wirft ihnen vor, „Bühnenhuren“ zu sein, die unfruchtbare Leidenschaften nähren und dem Philosophen ihre „süßen Gifte“ einflößen, womit sie die Saat der Vernunft ersticken. Dann wendet sie sich dem Leidenden zu, stellt ihm Heilung in Aussicht und trocknet mit ihrem Gewand seine Tränen. Nun erst erkennt er, wer sie ist. Sie erinnert ihn daran, dass seit jeher Philosophen verfolgt worden sind, wobei sie unter anderem auf die Schicksale des zum Tode verurteilten Sokrates und Senecas hinweist. Er soll aussprechen, worin sein Kummer besteht.
Darauf schildert er ausführlich die Geschehnisse, die ihn in sein jetziges Elend gebracht haben. Er sei eigentlich Wissenschaftler, habe aber aus Pflichtbewusstsein eine politische Aufgabe übernommen, um zu verhindern, dass Verbrecher den Staat zugrunde richten. Da er stets für Gerechtigkeit eingetreten sei, habe er sich die Feindschaft von Übeltätern zugezogen. Bösartige Verleumder hätten ihn ins Unglück gestürzt. Der Senat, für den er sich selbstlos eingesetzt habe, habe ihn im Stich gelassen, die schlecht informierte Öffentlichkeit halte ihn für schuldig.
Die Philosophie weist ihn zurecht. Er habe zwar in der Tat seine Heimat verloren, aber nicht weil er seinen gewohnten Wohnsitz eingebüßt hat und sich in Haft befindet, sondern weil er aus eigenem Antrieb sein wirkliches Vaterland verlassen habe. Aus diesem Vaterland – gemeint ist ein Reich geistiger Werte – könne niemand vertrieben werden; nur freiwillig könne man es verlassen, und dies habe er getan.
Auf Befragen bekennt er sich zur Überzeugung, dass die Welt einer göttlichen Lenkung und Fürsorge untersteht. Es stellt sich aber heraus, dass es ihm an Kenntnis seiner selbst und des Endzwecks der Welt fehlt und dass er das Walten der Vorsehung nicht versteht. Die Philosophie stellt ihm Behebung dieser Unwissenheit in Aussicht.

### Zweites Buch

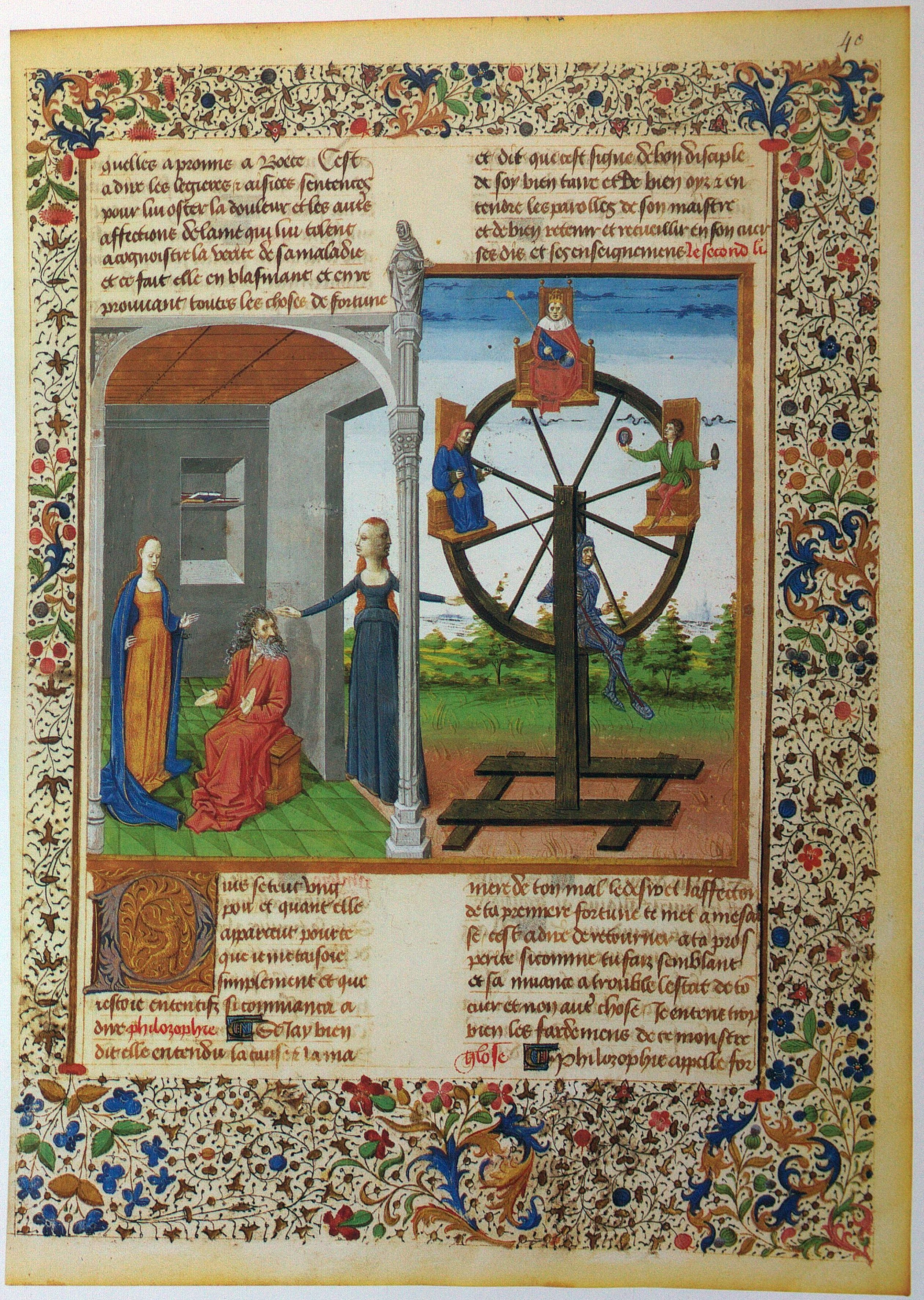
Eine Seite einer mittelalterlichen französischen Übersetzung der Consolatio philosophiae in der Handschrift Paris, Bibliothèque nationale de France, Fr. 809, fol. 40r (15. Jahrhundert). Die Buchmalerei zeigt links Boethius mit der personifizierten Philosophie, rechts das Rad der Fortuna.

Im zweiten Buch setzen sich die beiden Gesprächspartner mit Fortuna, der Glücks- und Schicksalsgöttin der römischen Mythologie, auseinander. Der Gefangene sehnt sich nach seinem verlorenen Glück; er meint, Fortuna habe ihre Einstellung zu ihm geändert. Die Philosophie macht ihn darauf aufmerksam, dass das nicht zutrifft, weil Fortuna von Natur aus unbeständig und treulos ist; ebendies ist ihre konstante Einstellung, diese Veränderlichkeit macht ihr Wesen aus und ist das einzige Zuverlässige an ihr. Außerdem erinnert ihn die Philosophie daran, dass er sich freiwillig der Herrschaft Fortunas unterworfen hat. Er hat sich diese treulose Göttin als seine Gebieterin ausgesucht, daher muss er nun die Folgen seiner Entscheidung in Kauf nehmen.
Dann übernimmt die Philosophie im Dialog die Rolle der Fortuna; als Fortuna verteidigt sie sich gegen die erhobenen Vorwürfe. Sie argumentiert, sie habe dem Klagenden kein Unrecht getan, da sie ihm zu nichts verpflichtet sei. Auf nichts von dem, was er von ihr fordere, könne er einen Anspruch geltend machen. Sie „drehe das Rad“, durch dessen Schwung das Tiefste und das Höchste immer wieder die Plätze tauschen; das sei ihr Spiel. Wer mitspielen und aufsteigen wolle, müsse die Bedingung akzeptieren, dass er später wieder hinabzusteigen hat. Sie habe ihn schon überreich beschenkt.
Ihm wird vor Augen gestellt, welche Gaben er schon empfangen hat: er hat eine hervorragende Erziehung in einer der führenden Familien erhalten, eine glückliche Ehe geführt, eine glänzende politische Karriere gemacht, seine beiden Söhne haben die Konsulwürde erlangt. In seinem Leben hat das Erfreuliche überwogen, daher ist sein Jammer über sein Schicksal unberechtigt. Alle derartigen Güter erweisen sich aber als vergänglich, ihrer Natur nach unbefriedigend und somit nicht wirklich erstrebenswert. Auch wer einen Teil von ihnen hat, leidet unter dem Mangel dessen, was ihm fehlt. Alle Süßigkeit ist mit Bitterkeit überstreut. Hinzu kommt die ständige Furcht vor dem Verlust dessen, was man besitzt; spätestens mit dem Tod büßt man alles ein.
Die Philosophie vertieft diese Überlegungen, indem sie die einzelnen Güter der Reihe nach beschreibt und ihre Fragwürdigkeit aufzeigt. Reichtümer, der Glanz der Edelsteine, Naturschönheit, schöne Kleidung, Verfügung über eine Dienerschaft, Würden, Macht und Ruhm erweisen sich als Scheingüter. Dass Besitztümer keine echten Güter seien, erkenne man daran, dass sie ihren Eigentümern auch schaden können; ein wirkliches Gut könne seinem Besitzer niemals schaden. Wenn Würden und Ämter wahre Güter wären, könnten sie Unwürdigen nicht zufallen.
Zu solchen Einsichten gelange man eher unter widrigen Verhältnissen als unter günstigen. Daher sei das, was äußerlich als Unglück erscheint, sogar vorteilhaft. Es sei ein Verdienst Fortunas, dass sie sich den Menschen so zeige, wie sie wirklich ist, und ihnen damit Gelegenheit biete, das trügerische Scheinglück zu durchschauen.

### Drittes Buch
Den Ausgangspunkt der Überlegungen im dritten Buch bildet die Feststellung, dass alle menschlichen Bemühungen, so unterschiedlich sie auch sind, letztlich auf ein einziges Ziel, die Glückseligkeit (beatitudo), ausgerichtet sind. Da die Natur dem menschlichen Geist die Begierde nach diesem Ziel eingepflanzt hat, suchen alle danach, wenn auch meist auf Irrwegen. Die Philosophie definiert die Glückseligkeit als einen Zustand der Vollendung, der in der Vereinigung sämtlicher Güter besteht; sie ist das höchste Gut, das alle Güter in sich enthält. Das Erkennungsmerkmal des höchsten Gutes ist, dass es keine Wünsche übrig lässt. Zu seiner Vollkommenheit gehört auch die Unverlierbarkeit. Wer es hat, dem kann man es nicht entziehen; somit ist er bedürfnislos, angst- und sorgenfrei.
Nochmals werden die irdischen Güter unter dem Gesichtspunkt untersucht, ob sie zur Erreichung des Ziels verhelfen können. In Betracht kommen Reichtum, Ehre, Macht, Ruhm, Vergnügungen, körperliche Vorzüge, Freundschaften und Familie. Es zeigt sich, dass allem Glück, das solche Güter erzeugen, das Definitionsmerkmal fehlt, das die Glückseligkeit auszeichnet. Wer die ersehnten Güter erlangt hat, der benötigt immer noch mehr und anderes, und sie entheben den Menschen nicht der Angst und Sorge. Hinzu kommen weitere Nachteile und Unzulänglichkeiten, welche die Philosophie ausführlich schildert.
Damit hat der Dialog den Punkt erreicht, an dem die Alternative zu den Scheinlösungen, die wahre und vollendete Glückseligkeit als höchstes Gut, ins Auge gefasst werden kann. Ihre Existenz wird aus derjenigen der unzulänglichen Güter erschlossen, denn das Unvollständige und Minderwertige muss seinen Ursprung im Vollständigen und Vollkommenen haben und nicht umgekehrt.
Der Ursprung aller Dinge ist Gott. Daher ist Gott notwendigerweise das höchste Gut (summum bonum), denn nichts kann besser sein als sein Ursprung. Gäbe es etwa Besseres als Gott, so wäre er nicht dessen Ursprung, denn das Bessere wäre ihm überlegen und damit ontologisch übergeordnet. Daraus ergäbe sich ein infiniter Regress.
Nachdem nun im Verlauf der philosophischen Überlegungen sowohl Gott als auch die Glückseligkeit als höchstes Gut bestimmt worden sind, ergibt sich, dass zwischen ihnen kein Unterschied bestehen kann, denn es kann nur ein einziges höchstes und absolut vollkommenes Gut geben. Glückseligkeit erlangen heißt somit Gott erlangen, und durch das Erlangen (adeptio) der Gottheit wird der Mensch glücklich. So wie man durch das Erlangen der Gerechtigkeit gerecht wird und durch dasjenige der Weisheit weise, so wird durch das Erlangen der Glückseligkeit und damit der Gottheit der Mensch göttlich; „also ist jeder Glückselige Gott“ (Omnis igitur beatus deus). Da Gott als oberstes Prinzip eine Einheit ist, kann es sich dabei nicht um eine Mehrzahl von Göttern handeln, sondern um Gottheit der glücklichen Menschen durch Teilhabe (participatio) an dem einen Gott.
Alle Lebewesen wollen von Natur aus überleben, keines drängt freiwillig zu seiner Auslöschung. Das physische Überleben beruht auf der Vereinigung von Körper und Seele und auf der Verbundenheit der Teile des Körpers miteinander, also auf Einheit, während Trennung Zerfall und Untergang bedeutet. Somit ist der Überlebenstrieb ein Streben nach Fortbestand der Einheit, und Einheit ist für das Lebewesen das Gute. Da Gott selbst als das Eine die Einheit schlechthin ist, sind die Bemühungen der Lebewesen, die eigene Einheit als Gut zu wahren und der Vernichtung zu entgehen, letztlich Ausdruck ihres Strebens nach der höchsten Einheit und dem universellen Guten. Somit zeigt sich auch hierin, dass alles auf Gott als Endziel ausgerichtet ist.

### Viertes Buch
Der Gefangene ist von der Wahrheit der Belehrung, die er bisher erhalten hat, überzeugt, doch stellt sich ihm nun die Frage der Theodizee. Er ist darüber bekümmert, dass der vollkommen gute Gott das Böse nicht nur zulässt, sondern es auch blühen und herrschen lässt, während Tugend nicht nur unbelohnt bleibt, sondern sogar bestraft wird. Wie das möglich ist, ist ihm unbegreiflich.
Die Philosophie erklärt ihm, dass alle Menschen, gute und böse gleichermaßen, das gleiche Ziel haben. Sie suchen alle die Glückseligkeit. Da – wie schon gezeigt – die Glückseligkeit mit dem Guten identisch ist, streben also alle nach dem Guten. Das Gute erlangen heißt selbst gut werden. Somit können nur diejenigen, die selbst gut sind, das Ziel erreichen. Die Bösen können nur entweder ihre Schlechtigkeit aufgeben oder mit ihren Bemühungen scheitern. Somit sind die Guten mächtig und erfolgreich, die Bösen schwach und erfolglos. Jedem wird unweigerlich das zuteil, was ihm zukommt: Das Gute trägt seine Belohnung allein in sich selbst, ebenso wie die Schlechtigkeit ihre eigene Strafe ist. Ein schlechter Mensch büßt sogar seine Menschlichkeit ein und nimmt eine tierische Natur an, wobei er sich je nach der Art seiner Laster einer bestimmten Tierart angleicht. Gelingt es ihm, seine Absichten zu verwirklichen, so sinkt er eben dadurch nur noch tiefer ins Unglück. In diesem Zusammenhang erinnert die Philosophie an den berühmten Grundsatz aus Platons Dialog Gorgias, dass Unrecht tun schlimmer ist als Unrecht erleiden. Das zugefügte Unrecht macht nicht das Opfer, sondern den Täter elend. Die Schlechtigkeit des Täters ist eine geistige Krankheit. Daher ist es unvernünftig, ihn deswegen zu hassen, sondern er ist wie ein Kranker zu behandeln, und wenn er bestraft wird, ist die Strafe als Heilmittel aufzufassen.
Ausführlich erläutert die Philosophie, dass die göttliche Vorsehung auch das Unzulängliche und Schlechte für gute Zwecke nutzt und bei ihren Fügungen stets die besonderen Gegebenheiten berücksichtigt. Nichts geschieht willkürlich oder grundlos. Allerdings fehlt den Menschen die Einsicht in die Gesamtheit der komplexen Zusammenhänge. Daher können sie die Schicksalsordnung nur begrenzt verstehen. Grundsätzlich lässt sich aber aus der Beweisführung der Philosophie die Erkenntnis gewinnen, dass jedes Schicksal ganz und gar gut ist.

### Fünftes Buch
Im fünften Buch fragt der Gefangene nach der Rolle des Zufalls. Die Philosophie erklärt ihm, dass „Zufall“ ein leeres Wort sei, da sämtliche Ereignisse in Ursachenverkettungen eingeordnet seien. Nur die Unwissenheit der Menschen, welche die Zusammenhänge nicht kennen, führe zum Glauben, etwas Unerwartetes sei zufällig eingetroffen. Der Gefangene sieht das ein, fragt nun aber, ob es denn in dieser determinierten Welt eine menschliche Willensfreiheit geben könne. Die Philosophie bejaht dies mit dem Argument, der Mensch verfüge von Natur aus über die Vernunft, mit der er das Wünschenswerte vom Schädlichen unterscheiden könne; diese Fähigkeit sei aber nur dann sinnvoll, wenn sie mit der Freiheit des Wollens oder Nichtwollens verknüpft sei.
Dagegen wendet der Gefangene ein, dass Gott in die Zukunft blicke und das Künftige irrtumsfrei vorauswisse. Daher stehe schon jetzt notwendig fest, was geschehen wird, einschließlich der Absichten und Entscheidungen der Menschen. Daran könne kein künftiger Willensakt etwas ändern. Somit gebe es keine Freiheit des menschlichen Willens. Dann aber seien auch alle Übel ein unmittelbarer Ausfluss des göttlichen Willens, was mit Gottes Güte unvereinbar sei.
Die Philosophie erklärt, es handle sich um ein Scheinproblem, das sich daraus ergebe, dass Gottes Wissen fälschlich wie ein menschliches Vorauswissen aufgefasst werde. Damit gerate man auf einen Irrweg. Alles, was gewusst wird, werde nicht gemäß seiner eigenen Natur, sondern gemäß der des Wissenden erkannt. Somit entspreche das göttliche Wissen der Beschaffenheit der göttlichen Substanz. Diese sei durch Ewigkeit charakterisiert. Gottes Wissen sei nicht ein Erfassen der Zukunft aus der Perspektive eines gegenwärtigen Moments im Rahmen des Zeitablaufs; vielmehr sei es im Gegensatz zu einem menschlichen Vorauswissen überzeitlich. Für Gott gebe es keine Zukunft, sondern nur ewige Gegenwart. Daher seien zukunftsbezogene Begriffe wie „Vorauswissen“ und „Voraussehen“ gar nicht angemessen.

## Ausgaben und Übersetzungen
Kritische Ausgaben
- Claudio Moreschini (Hrsg.): Boethius: De consolatione philosophiae, opuscula theologica. 2. Auflage, Saur, München 2005, ISBN 3-598-71278-2.
- Ludwig Bieler (Hrsg.): Anicii Manlii Severini Boethii Philosophiae Consolatio (= Corpus Christianorum, Series Latina. Band 94). 2. Auflage, Brepols, Turnhout 1984, ISBN 978-2-503-00941-4.

Unkritische Ausgaben und Übersetzungen
- Ernst Gegenschatz, Olof Gigon (Hrsg.): Boethius: Trost der Philosophie. Consolatio philosophiae. Artemis & Winkler, Düsseldorf 2004, ISBN 978-3-7608-4118-2 (zuerst 1969 in der Bibliothek der Alten Welt).
- Ernst Neitzke (Hrsg.): Boethius: Trost der Philosophie. Insel, Frankfurt a. M. 1997, ISBN 978-3-458-32915-2 (zweisprachige Ausgabe; mit einem Vorwort von Ernst Ludwig Grasmück).
- Karl Büchner (Hrsg.): Boethius: Trost der Philosophie. Reclam, Stuttgart 2016, ISBN 978-3-15-003154-4 (nur Übersetzung, mit einer Einführung von Friedrich Klingner; Erstveröffentlichung Leipzig 1926).
- Joachim Gruber (Hrsg.): Anicius Manlius Severinus Boethius: Philosophiae Consolatio. Trost der Philosophie. Lateinisch/Deutsch (Mittellateinische Bibliothek). Hiersemann, Stuttgart 2020, ISBN 978-3-7772-2027-7 (zweisprachige Ausgabe mit Kommentar).